# Batalla de Changping
La batalla de Changping (長平之戰) fue una campaña militar que tuvo lugar durante el período de los Reinos Combatientes en China. Llegó a su fin en el 260 a. C., con una victoria decisiva por parte del Estado de Qin sobre el estado de Zhao, lo cual en última instancia le permitió al estado de Qin conquistar y unificar China décadas después. La campaña es considerada una de las operaciones militares más letales de la historia ya que la mayoría de los soldados del estado de Zhao fueron tomados prisioneros y ejecutados después de la batalla.